# 酉島製作所
株式会社酉島製作所（とりしませいさくしょ）は、大阪府高槻市に本社を置くポンプメーカーである。
主力の公共用・産業用ポンプ事業の他、資源リサイクルなどの環境事業や、風力・水力・バイオマス発電などの新エネルギー事業、メンテナンスなどのサービス事業も行っている。
企業名に入っている「酉島」との名称は、この企業の前身となるポンプ工場が大阪府大阪市此花区酉島町で創設されたことに由来する。
大輪会の会員企業である。

## 沿革
- 1919年 - 酉島製作所創設。
- 1941年 - 本社及び工場を現在地に移転。
- 2019年 - 創設100年。
- 2023年3月18日 - この日グランドオープンした高槻城公園芸術文化劇場南館内の大ホールが「トリシマホール」と名付けられ、同ホールの緞帳も寄贈した[2]。